# Réserve naturelle du Baïkal
Ne doit pas être confondue avec la réserve naturelle Baïkal-Léna
La réserve naturelle du Baïkal (en russe : Байка́льский запове́дник, Baïkalski zapovednik) est une réserve naturelle de Russie d'une superficie de 1 657 km2, située dans le raïon de Kabansk, en république russe de Bouriatie en Sibérie à 150 km au sud-est d'Irkoutsk. La réserve a été créée en 1969 en bordure de la rive sud-est du lac Baïkal.

## Géographie

### Localisation
La réserve naturelle du Baïkal se situe à 80 km à l'est de Koultouk, la ville la plus proche, et à 150 km au sud-est d'Irkoutsk. Elle s'étend sur 46 km de longueur et 45 km de largeur maximales pour une surface totale protégée de 1 657 km2.
De nombreuses aires protégées entourent le lac Baïkal : à l'ouest se trouve la plus grande, la réserve naturelle Baïkal-Léna (6 600 km2) créée en 1986 ; en Bouriatie au sud la réserve naturelle du Baïkal (1 657 km2) créée en 1969, à l'est la réserve naturelle de Bargouzine (3 740 km2) créée en 1916, et enfin au nord-est la réserve naturelle de Djerguine (2 380 km2) créée en 1992. À ces réserves s'ajoutent les parcs nationaux du Zabaïkal, du Pribaïkal et de la Tounka créés dans la seconde moitié du XXe siècle.

### Hydrographie
La réserve se trouve en retrait de la bordure du lac Baïkal, en raison du passage des voies ferroviaires et routières, qu'elle longerait sur environ 50 km. Elle est traversée par les rivières Vydrinaïa et Michikha.

### Climat
Le climat présent sur la réserve est de type continental. Les relevés météorologiques effectués à Irkoutsk, situé à 150 km au nord-ouest, sont en partie applicables à la réserve du Baïkal :
| Mois                              | jan.  | fév.  | mars  | avril | mai  | juin | jui. | août | sep. | oct. | nov.  | déc.  | année |
| --------------------------------- | ----- | ----- | ----- | ----- | ---- | ---- | ---- | ---- | ---- | ---- | ----- | ----- | ----- |
| Température minimale moyenne (°C) | −23,3 | −21,1 | −13,8 | −3,9  | 2,4  | 7,7  | 11,3 | 9,7  | 3,3  | −3,8 | −12,7 | −20   | −5,4  |
| Température moyenne (°C)          | −18,3 | −15,2 | −7,1  | 2,1   | 9,7  | 15,2 | 17,7 | 15,5 | 8,9  | 1,3  | −7,8  | −15,2 | 0,6   |
| Température maximale moyenne (°C) | −13,1 | −8,2  | 0,2   | 8,8   | 17,1 | 22,6 | 24,4 | 22,2 | 15,9 | 7,7  | −2,3  | −10,4 | 7,1   |
| Précipitations (mm)               | 12    | 8     | 12    | 18    | 33   | 71   | 116  | 89   | 53   | 24   | 20    | 16    | 471   |

## Géologie
La réserve couvre une partie des monts Khamar-Daban.

## Histoire
Les premiers projets de création de la réserve naturelle du Baïkal datent de 1968 et sont l'œuvre de scientifiques sibériens qui souhaitent préserver la forêt des monts Khamar-Daban et déposent une demande auprès de la République soviétique de Bouriatie. Le 5 juillet 1968, le Conseil des ministres bouriates adopte une résolution de protection de la zone qui devient effective le 26 octobre 1969.
En 2015, un feu de forêt détruit 43 000 hectares sur les 75 000 de la réserve naturelle. Régulièrement soumise à des incendies à cause de négligences humaines, le réchauffement climatique et la sécheresse accentuent les destructions entraînant une catastrophe écologique, économique et sanitaire.